# Banco Central de Filipinas
El Banco Central de Filipinas (Bangko Sentral ng Pilipinas en filipino, Central Bank of the Philippines en inglés; informalmente BCF o BSP) es el banco central de la República de Filipinas, tiene a su cargo la política monetaria de Filipinas, y también la supervisión de todos los bancos en el país.  Establecido originalmente en 1949, tres años después de la independencia de Filipinas de los Estados Unidos, el banco obtuvo una nueva carta en 1993 según el Acta de la República n.º 7653, la Nueva Acta del Banco Central de 1993.

## Historia
En 1900, la Primera Comisión Filipina aprobó el acta número 52, la cual subordinó a todos los bancos al Departamento del Tesoro y autorizó al Tesorero de la Isla a supervisarlos y examinarlos así como a toda la actividad bancaria. En 1929, el Departamento de Finanzas de Filipinas, a través de la Oficina de Bancos (Bureau of Banking), tomó la responsabilidad de la supervisión bancaria.
Para 1933, un grupo de filipinos había desarrollado la idea de un banco central para Filipinas. La idea llegó con un proyecto de ley para el establecimiento de un banco central tras un cuidadoso estudio de las estipulaciones económicas de la Ley Hare–Hawes–Cutting, que otorgó la independencia de Filipinas después de 12 años, reservando algunas bases militares y navales para los Estados Unidos e imponiendo tarifas y cuotas a las exportaciones filipinas. Sin embargo, la ley Hare–Hawes–Cutting fue rechazada por el Senado de Filipinas a petición de Manuel L. Quezon. Posteriormente, el Senado propuso un nuevo proyecto de ley que ganó el apoyo del presidente Franklin D. Roosevelt, esta sería la Ley Tydings–McDuffie que otorgaría la independencia de Filipinas el 4 de junio de 1946.